# Késmárky Ákos
Késmárky Ákos (?, 1886. november 13. – ?, 1945. június 16.) válogatott labdarúgó, csatár.

## Pályafutása

### Klubcsapatban
A BTC labdarúgója volt. A csapattal két bajnoki bronzérmet szerzett. Gólerős csatár volt. Technikai tudása, veszélyes kapura lövései tartoztak az erényei közé. Küzdőképességben és fejjátékban viszont elmaradt a legjobbaktól.
A MAC—BTC 1914. április 13-ikán tartott mérkőzésen történt tettlegességért Késmárky Ákos játékjogát 1914. évi június 15-ikéig felfüggesztették, megengedték azonban, hogy az 1914. május 1-én a DFC csapata elleni nemzetközi mérkőzésen szerepelhessen. Az első világháború elején az északi harctérre került, több ütközetben is részt vett. 1914-ben a lengyelországi harctéren esett orosz fogságba, majd miután hazajött, 1921-ben a csóti táborba került.

### A válogatottban
1909 és 1910 között három alkalommal szerepelt a magyar labdarúgó-válogatottban és egy gólt szerzett. Az angol válogatott hálójába ő lőtte az első magyar gólt.

## Sikerei, díjai
- Magyar bajnokság
  - 3.: 1908–09, 1912–13

## Statisztika

### Mérkőzései a válogatottban
| Magyarország | Magyarország      | Magyarország               | Magyarország | Magyarország | Magyarország | Magyarország | Magyarország | Magyarország |
| #            | Dátum             | Helyszín                   | Hazai        | Eredmény     | Vendég       | Kiírás       | Gólok        | Esemény      |
| ------------ | ----------------- | -------------------------- | ------------ | ------------ | ------------ | ------------ | ------------ | ------------ |
| 1.           | 1909. május 29.   | Budapest, Millenáris-pálya | Magyarország | 2 – 4        | Anglia       | barátságos   | 1            | 44'          |
| 2.           | 1909. november 7. | Budapest, Millenáris-pálya | Magyarország | 2 – 2        | Ausztria     | barátságos   | -            |              |
| 3.           | 1910. május 1.    | Bécs, Hohe Warte           | Ausztria     | 2 – 1        | Magyarország | barátságos   | -            |              |
|              | Összesen          |                            |              | 3            | mérkőzés     |              | 1            | gól          |